# شمعون فينكل

شمعون فينكل ومريم زوهار في مسرحية جورج برنارد شو «قيصر وكليوباترا» في مسرح هبيما، 1953

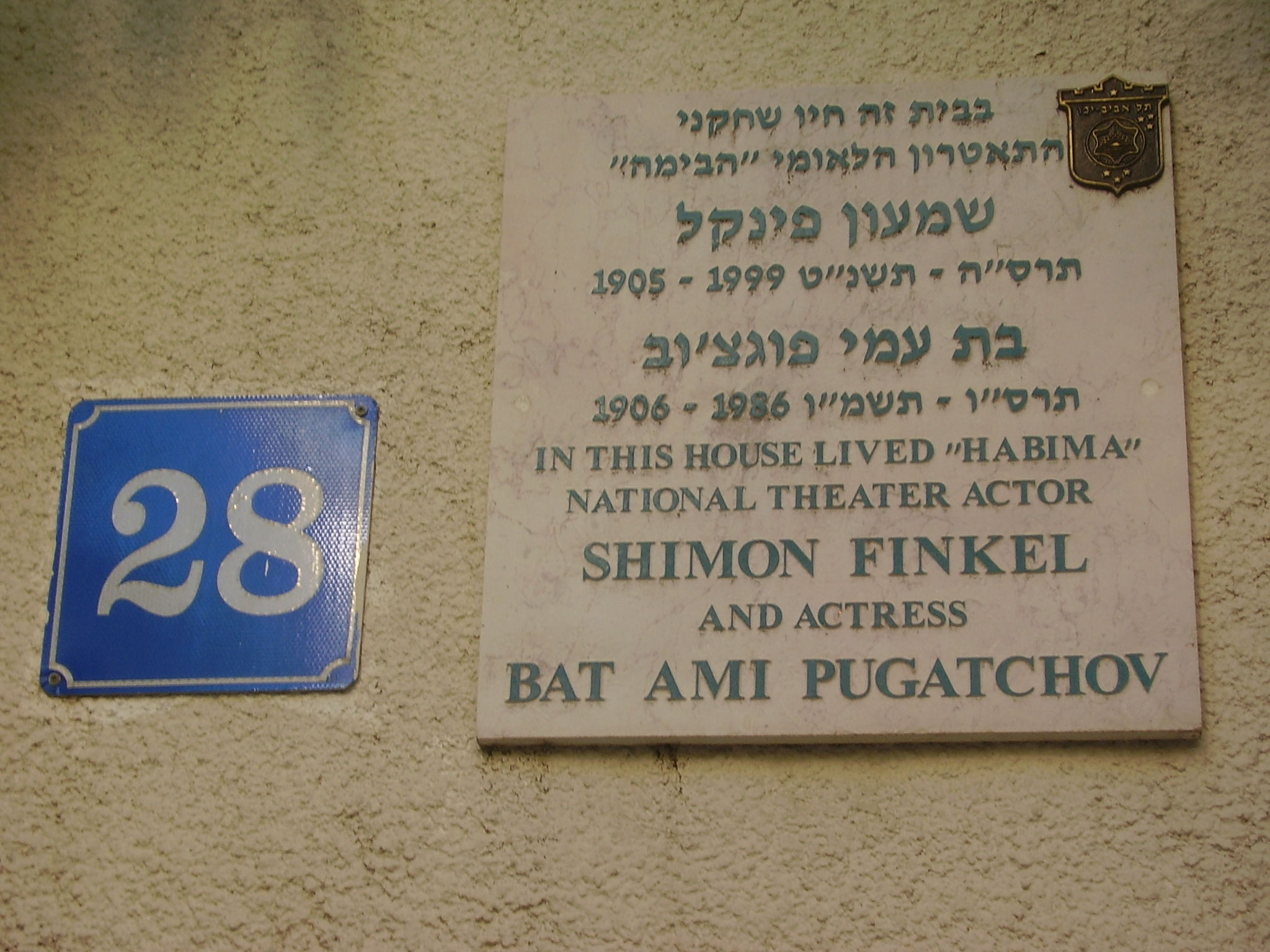
لوحة تذكارية على منزل شمعون فينكل وزوجته الأولى في 28 شارع دوف هوز في تل أبيب

شمعون فينكل (1905-5 أكتوبر 1999) ممثل ومخرج إسرائيلي. من أعظم الممثلين في مسرح هبيما، شغل مرتين منصب مديره الفني. وكان أول ممثل يهودي يمثل دور «هاملت» باللغة العبرية في المسرحية الشهيرة لشكسبير.
في عام 1969 نال جائزة إسرائيل في المسرح. 

## حياته
وُلد فينكل لأب يعمل تاجرا في مدينة غرودنو التي كانت حينها جزءا من الإمبراطورية الروسية (الآن في بيلاروسيا)، وبدأ التمثيل هناك عندما كان مراهقًا. ثم انضم إلى فرقة مسرحية تؤدي عروضها باللغة اليديشية.
وفي عام 1923، بدأ فينكل دراساته في برلين وانضم إلى مجموعة من الممثلين اليهود الذين جاؤوا للدراسة بهدف إنشاء مسرح في إسرائيل. وهاجر إلى أرض إسرائيل عام 1924 ومثل في مسرح «أرض إسرائيل» الذي أسسه أعضاء المجموعة من برلين. وعام 1928 التحق بمسرح هبيما.

## مسرح هبيما
وقد مثل في عشرات المسرحيات الحديثة والكلاسيكية معظمها في دور البطولة منها: «هاملت»، «الملك لير»، «عطيل»، «أوديب الملك»، «بير جينت»، «هنري الرابع»، «الأب»، «المهووس»، «مذكرات آن فرانك» وغيرها.
أخرج فينكل أيضًا مسرحيات مثل «في سهوب النقب»(1949).
في أوائل الستينيات ثم في الفترة بين عامي 1970-1974، شغل منصب المدير الفني لمسرح هبيما. وخلال تلك الفترة عمل فينكل على تحسين أداء الفرقة من خلال إنتاج العروض الحديثة، وبدأ إنتاج مسرحيات الكاتب المسرحي نسيم ألوني.
وفي عام 1994، قدم مسرح هبيما مسرحية «السلطانية الخشبية» تكريما لشمعون فينكل، الذي لعب في هذه المسرحية جد عجوز تريد عائلته نقله إلى دار لرعاية المسنين.  تم عرض هذه المسرحية بنجاح في مسرح المكتبة في مدينة رمات غان.
وفي سن التسعين، قدم فينكل عرضًا منفردًا بعنوان «اعتراف الممثل» في قاعة هبيما في بيمريت.

## الجوائز
في عام 1946، حصل على جائزة جوشوا جوردون من الوكالة اليهودية عن أداء الشخصية الرئيسية في مسرحية شكسبير «الملك لير».
وفي عام 1956، حصل على جائزة رمشال للفنون المسرحية من بلدية تل أبيب عن تمثيله في مسرحية «الملك لير» في مسرح هبيما. 
وفي عام 1960 حصل على جائزة مناحيم جنسن عن أدائه في «شرارة الشاعر» و «الأشجار تموت واقفة». 
في عام 1969 نال جائزة إسرائيل في المسرح. 
في عام 1955، حصل على جائزة مائير مرغليت لفن المسرح عن مجمل أعماله.
وفي عام 1996، حصل على جائزة المسرح الإسرائيلي عن الإنجاز مدى الحياة. 